# Bezmer Point
Der Bezmer Point (englisch; bulgarisch нос Безмер nos Besmer) ist eine Landspitze an der Nordwestküste der Warna-Halbinsel auf der Livingston-Insel im Archipel der Südlichen Shetlandinseln. Sie liegt 8,8 km ostnordöstlich des Melta Point und 2,6 km südwestlich des Kotis Point.
Die bulgarische Kommission für Antarktische Geographische Namen benannte sie 2005 nach der Ortschaft Besmer im Südosten Bulgariens in Verbindung mit dem bulgarischen Khan Besmer, der von 665 bis 668 regiert hatte.